# Gemeenschap van Latijns-Amerikaanse en Caraïbische Staten
De Gemeenschap van Latijns-Amerikaanse en Caraïbische Staten of CELAC is een internationale organisatie die bestaat uit de 33 onafhankelijke staten op het Amerikaanse continent. De overige landen Verenigde Staten en Canada zijn echter geen lid.
Ze werd op 23 februari 2010 in Playa del Carmen, Mexico opgericht tijdens een gezamenlijke top van de Riogroep en de Caribische Gemeenschap met als doel een openlijker alternatief te vormen voor de bekritiseerde Organisatie van Amerikaanse Staten. In juni 2023 erkende CELAC het Latijns-Amerikaanse en Caribische karakter van het eiland Puerto Rico en “roept het de Algemene Vergadering van de VN op om de kwestie van Puerto Rico in zijn geheel en in al zijn aspecten te onderzoeken. als mogelijk".

## Lidstaten
| Land                           | Bevolking   | Oppervlakte land (km²) | Oppervlakte zee (km²) | Hoofdstad         | Taal       |
| ------------------------------ | ----------- | ---------------------- | --------------------- | ----------------- | ---------- |
| Antigua en Barbuda             | 87.883      | 443 km²                | 114.217 km²           | Saint John's      | Engels     |
| Argentinië                     | 40.091.359  | 2.780.400 km²          | 2.015.409 km²         | Buenos Aires      | Spaans     |
| Bahama's                       | 301.790     | 13.940 km²             | 761.038 km²           | Nassau            | Engels     |
| Barbados                       | 279.912     | 431 km²                | 187.324 km²           | Bridgetown        | Engels     |
| Belize                         | 372.000     | 22.966 km²             | 48.529 km²            | Belmopan          | Engels     |
| Bolivia                        | 10.426.160  | 1.098.581 km²          | 0 km²                 | Sucre en La Paz   | Spaans     |
| Brazilië                       | 190.732.694 | 8.514.877 km²          | 4.435.518 km²         | Brasília          | Portugees  |
| Chili                          | 17.094.275  | 756.096 km²            | 3.928.226 km²         | Santiago de Chile | Spaans     |
| Colombia                       | 45.656.937  | 1.141.748 km²          | 861.849 km²           | Bogotá            | Spaans     |
| Costa Rica                     | 4.579.000   | 51.100 km²             | 594.310 km²           | San José          | Spaans     |
| Cuba                           | 11.242.621  | 110.860 km²            | 412.276 km²           | Havanna           | Spaans     |
| Dominicaanse Republiek         | 10.090.000  | 48.442 km²             | 266.636 km²           | Santo Domingo     | Spaans     |
| Dominica                       | 69.278      | 754 km²                | 29.644 km²            | Roseau            | Engels     |
| Ecuador                        | 14.306.876  | 283.561 km²            | 1.118.265 km²         | Quito             | Spaans     |
| El Salvador                    | 5.744.113   | 21.041 km²             | 107.814 km²           | San Salvador      | Spaans     |
| Grenada                        | 89.502      | 344 km²                | 29.663 km²            | Saint George's    | Engels     |
| Guatemala                      | 14.700.000  | 108.889 km²            | 128.592 km²           | Guatemala-Stad    | Spaans     |
| Guyana                         | 759.000     | 214.970 km²            | 188.343 km²           | Georgetown        | Engels     |
| Haïti                          | 9.800.000   | 27.750 km²             | 133.443 km²           | Port-au-Prince    | Frans      |
| Honduras                       | 7.793.000   | 112.492 km²            | 318.260 km²           | Tegucigalpa       | Spaans     |
| Jamaica                        | 2.735.520   | 10.991 km²             | 267.939 km²           | Kingston          | Engels     |
| Mexico                         | 112.322.757 | 1.972.550 km²          | 3.596.695 km²         | Mexico-Stad       | Spaans     |
| Nicaragua                      | 5.465.100   | 129.494 km²            | 194.755 km²           | Managua           | Spaans     |
| Panama                         | 3.405.813   | 78.200 km²             | 389.050 km²           | Panamá            | Spaans     |
| Paraguay                       | 7.030.917   | 406.752 km²            | 0 km²                 | Asunción          | Spaans     |
| Peru                           | 29.885.340  | 1.285.216 km²          | 897.915 km²           | Lima              | Spaans     |
| Saint Lucia                    | 160.145     | 616 km²                | 16.161 km²            | Castries          | Engels     |
| Saint Kitts en Nevis           | 38.950      | 261 km²                | 10.627 km²            | Basseterre        | Engels     |
| Saint Vincent en de Grenadines | 104.000     | 389 km²                | 37.863 km²            | Kingstown         | Engels     |
| Suriname                       | 526.000     | 163.270 km²            | 181.403 km²           | Paramaribo        | Nederlands |
| Trinidad en Tobago             | 1.299.953   | 5.128 km²              | 99.483 km²            | Port-of-Spain     | Engels     |
| Uruguay                        | 3.424.595   | 176.215 km²            | 217.493 km²           | Montevideo        | Spaans     |
| Venezuela                      | 30.102.382  | 916.445 km²            | 1.328.716 km²         | Caracas           | Spaans     |